# Melissa Ugochukwu
Melissa Chidera Ugochukwu (* 18. Februar 2003) ist eine deutsche Fußballspielerin. Sie lebt in Pfalzpaint in der oberbayerischen Gemeinde Walting.

## Karriere

### Vereine
Ugochukwu, die nigerianische Wurzeln hat, begann im Alter von fünf Jahren – als einziges Mädchen gemeinsam mit Jungen – beim FC Arnsberg mit dem Fußballspielen. Im weiteren Verlauf nach Eichstätt gelangt, spielte sie dort in der Jugendabteilung des VfB Eichstätt, später in der des FC Ingolstadt 04.
Bei einem bundesweiten Sichtungsturnier in Duisburg weckte sie das Interesse des FC Bayern München, der sie zu einem Probetraining einlud. Nachdem sie zu überzeugen vermochte, wurde sie zur Saison 2017/18 für die U17-Nachwuchsmannschaft verpflichtet. Dem Jugendalter entwachsen, rückte sie nach zwei Jahren in die Zweite Mannschaft auf, gehörte der Nachwuchsmannschaft allerdings noch ein Jahr an. Für den FC Bayern München II kam sie während der laufenden Saison 2019/20 in sieben Punktspielen in der 2. Bundesliga zum Einsatz, wobei sie ihr Debüt am 13. Oktober 2019 (7. Spieltag) bei der 3:4-Niederlage im Heimspiel gegen die TSG 1899 Hoffenheim II mit ihrem ersten Tor im Seniorenbereich, dem Treffer zum 1:2 in der 34. Minute, krönte. In der Folgesaison bestritt sie im Zeitraum vom 11. Oktober 2020 bis zum 6. Juni 2021 zehn Punktspiele, in denen ihr vier Tore gelangen.
Am 25. Juni 2021 stellte der MSV Duisburg auf seiner Webpräsenz den Spielerkader für die Saison 2021/22 vor – dem auch Melissa Ugochukwu angehörte. Für den seinerzeitigen Zweitligisten trug sie mit neun Toren in 23 von 26 Saisonspielen zum zweiten Platz und damit zum Aufstieg in die Bundesliga bei. Ihr Traum, einmal in der Bundesliga zu spielen, getreu ihrem Grundsatz „Nur wer sein Ziel kennt, findet den Weg“, ging am 16. Oktober 2022 (4. Spieltag) beim torlosen Remis im Auswärtsspiel gegen Werder Bremen, in Erfüllung; sie wurde in der 70. Minute für Miray Cin eingewechselt.
Am 21. Juni 2023 gab der Schweizer Superligist FC Basel auf seiner vereinsinternen Website die Verpflichtung von Melissa Ugochukwu als Neuzugang ab der Saison 2023/24 bekannt; ihre Vertragslaufzeit endet am 30. Juni 2025.

### Nationalmannschaft
Ugochukwu debütierte als Nationalspielerin für die U17-Nationalmannschaft; das in Freundschaft ausgetragene Länderspiel gegen die U17-Nationalmannschaft Spaniens am 16. Januar 2020 in Salou wurde mit 1:3 verloren. Das am 19. Februar 2020 in Clairefontaine-en-Yvelines gegen die U17-Nationalmannschaft Frankreichs wurde mit 3:4 ebenfalls verloren.

## Erfolge
- Aufstieg in die Bundesliga 2022

## Trainerkarriere
In Erinnerung an den Beginn ihrer Spielerkarriere hatte sich Ugochukwu im Jahr 2019 bereit erklärt, die E-Jugend des FC Arnsberg zu trainieren.